# Rome comme Chicago
Pour plus de détails, voir Fiche technique et Distribution.
Rome comme Chicago (Roma come Chicago) est un film italien réalisé par Alberto De Martino, sorti en 1968.

## Synopsis
Mario Corda, emprisonné pour un braquage, s'évade de prison et se met en quête de son complice Enrico.

## Fiche technique
- Titre : Rome comme Chicago
- Titre original : Roma come Chicago
- Réalisation : Alberto De Martino
- Scénario : Alberto De Martino et Giacinto Ciaccio
- Production : Dino De Laurentiis
- Musique : Ennio Morricone et Bruno Nicolai
- Photographie : Aldo Tonti
- Costumes : Piero Gherardi
- Montage : Otello Colangeli
- Pays d'origine : Italie
- Format : Couleurs - 2,35:1 - Mono - 35 mm
- Genre : Drame et film de gangsters
- Durée : 93 minutes
- Date de sortie : 20 décembre 1968

## Distribution
- John Cassavetes (VF : Marc Cassot) : Mario Corda
- Gabriele Ferzetti (VF : Jean-Henri Chambois) : le commissaire
- Anita Sanders (VF : Nelly Benedetti) : Lea Corda
- Nikos Kourkoulos (en) : Enrico
- Riccardo Cucciolla (VF : Serge Lhorca) : Commissaire Pascuttini
- Luigi Pistilli : Colangeli
- Osvaldo Ruggieri (VF : Philippe Mareuil) : Inspecteur Sernesi
- Guido Lollobrigida (de) (VF : Serge Sauvion) : Angelo Scotese
- Piero Morgia : Carlo Taddei
- Marc Fiorini : Luciano Tarquini
- Luigi Casellato (VF : Marc de Georgi) : Commissaire adjoint Angeletti